# Erik Elff

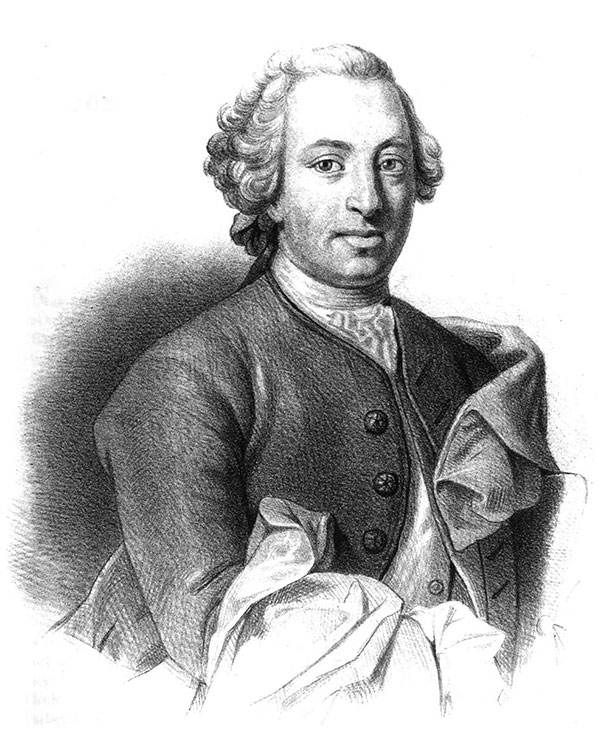
Erik Elf.
Litografi av Otto Wallgren.

Erik Samuel Elff, född 1718, död i maj 1761, var en svensk läkare, medicine doktor och lärjunge till Carl von Linné. Ogift.

## Biografi
Elff var son till kronofogden Erik Elff i Härjedalen. Han blev student 1737 och befann sig under åren 1737 till 1745 på utrikes resor. Han studerade anatomi i Göttingen, kirurgi och förlossning i  Paris och Strassbourg. Elff blev ämnessven i Vetenskapsakademien den 16 juli 1747, och försvarade en avhandling under Linné den 6 december 1749. Elff var lärare för barnmorskorna och blev assessor i collegium medicum. 1752 öppnades Serafimerlasarettet med Abraham Bäck som överläkare. Elff efterträdde Bäck 1753 och avgick 1758. Han fortsatte att utbilda elever till hans död 1761.